# Velika Dobrava
Velika Dobrava – wieś w Słowenii, w gminie Ivančna Gorica. W 2018 roku liczyła 140 mieszkańców.